# Tim Linde
Tim Linde, geboren als Tim van der Linde, (1990) is een Nederlands acteur.
Linde groeide op in Enkhuizen en is in 2012 afgestudeerd aan de Amsterdamse Toneelschool & Kleinkunstacademie. Hij speelde bij toneelgezelschappen als Noord Nederlands Toneel en Toneelgroep Oostpool. Linde is het meest bekend met de rol van Robin de Wild in de televisieserie Malaika en de rol van Michiel in de televisieserie Het verborgen eiland. In 2021 speelde hij de rol van Mathijs in de speelfilm Ferry.

## Filmografie

### Film
- 2016: Waterboys als Zack
- 2017: Gangsterdam als Serveur coffeeshop
- 2017: Broers als Wouter
- 2019: Bumperkleef als Wielrenner Jos
- 2019: April, May en June als Daan (1960)
- 2021: Ferry als Mathijs
- 2022: Met mes, als Jos

### Televisie
- 2012: Bowy is inside als Festivalbezoeker (televisiefilm)
- 2013: Malaika als Robin de Wild (46 afl.)
- 2013: De leeuwenkuil als Kenny (5 afl.)
- 2013-2015: Goede tijden, slechte tijden als Donny / Drugsdealer van Sjoerd Bouwhuis (4 afl.)
- 2014: Het verborgen eiland als Michiel (50 afl.)
- 2014: A'dam - E.V.A. als Pepijn (afl. "Voorjaarsschoonmaak")
- 2018: Flikken Maastricht als Niels Ten Have / Björn Ten Have (Afl. "Zaad")
- 2020: Us als Bike Owner (miniserie)
- 2020: Koppensnellers als Lucas de Graaf (8 afl.)
- 2024: De Ring als Lodewijk (1 afl.)

## Theater
- 2004: Majèck, het verhaal van een reis - NKT Theaterproducties
- 2011: Liever geen oorlog... - Theater Na de Dam
- 2011: Meneer Ibrahim en de bloemen van de Koran - De Nieuw Amsterdam
- 2012: Warm - Scheisse - Tim Linde & Diede Zillinger Molenaar
- 2013: Dantons Dood - Stichting Toneelschuur Producties
- 2014: Wensen voor Europa - Balie Produkties
- 2014: Osama the Hero - Stichting Toneelschuur Producties
- 2015: The Woods - Frascati Producties
- 2015: Holes - Fryske Toaniel Stifting Tryater
- 2015: Missie Marquez - Jonge Harten
- 2016: Scheeps-Horeca - Frascati Producties
- 2016: De Ilias - Toneelgroep Oostpool
- 2016: Missie Marquez, deel 4- KENNIS - Kompagnie Kistemaker
- 2016: Missie Marquez, deel 5- PASSIE - Kompagnie Kistemaker
- 2016: Missie Marquez, deel 6- MACHT - Kompagnie Kistemaker
- 2017: Buut, de naderende dood! - Frascati Producties
- 2017: The golden age is over - De Hollanders
- 2017: Monte Verita - Noord Nederlands Toneel
- 2018: Platonov - Theater Utrecht
- 2018: Parsifall - Fryske Toaniel Stifting Tryater
- 2019: Zwart Water - Noord Nederlands Toneel
- 2019: La pretenza - Toneelgroep Oostpool
- 2020: Leven zonder Sartre - OT rotterdam
- 2020: Dronken mensen - Noord Nederlands Toneel